# Alberto Sotio
Alberto Sotio ou Alberto Sozio est un peintre et enlumineur italien d'art médiéval qui fut actif  au XIIe siècle à Spolète. Sa date exacte de naissance et de mort ne sont pas connues.

## Biographie
Alberto Sotio est considéré comme la figure centrale de l'école de peinture de Spolète du XIIe siècle. La signature du maître a été trouvée sur le crucifix de la cathédrale de Spolète, dans la partie inférieure de la figure du crâne d'Adam sous l'image du Christ avec la date 1187 et un fragment de texte « OPUS ALBERTO SO».

## Attributions
Certaines fresques de l'église Santi Giovanni e Paolo de Spolète lui sont attribuées (Martyre des saints Jean et Paul et Martyre de saint Thomas Becket).
Un fragment d'un crucifix qui lui est attribué (Le Deuil de la Vierge) constitue un rare exemple exécuté sur parchemin apposé sur bois du début de la peinture italienne.
Autres attributions
- Crucifix, Victoria and Albert Museum, Londres[5],
- Vierge à l'Enfant, collection Stoclet, Bruxelles [6]
- Madonna di Ambro , attribution de M. Boskowitz, provenant de l'église Santa Maria a Grajano, San Pio di Fontecchio, conservée au Museo Nazionale d'Abruzzo, L'Aquila.
- Madonna Regina, Galerie Brera, Milan[7].

Il a aussi probablement travaillé comme un enlumineur de manuscrit.

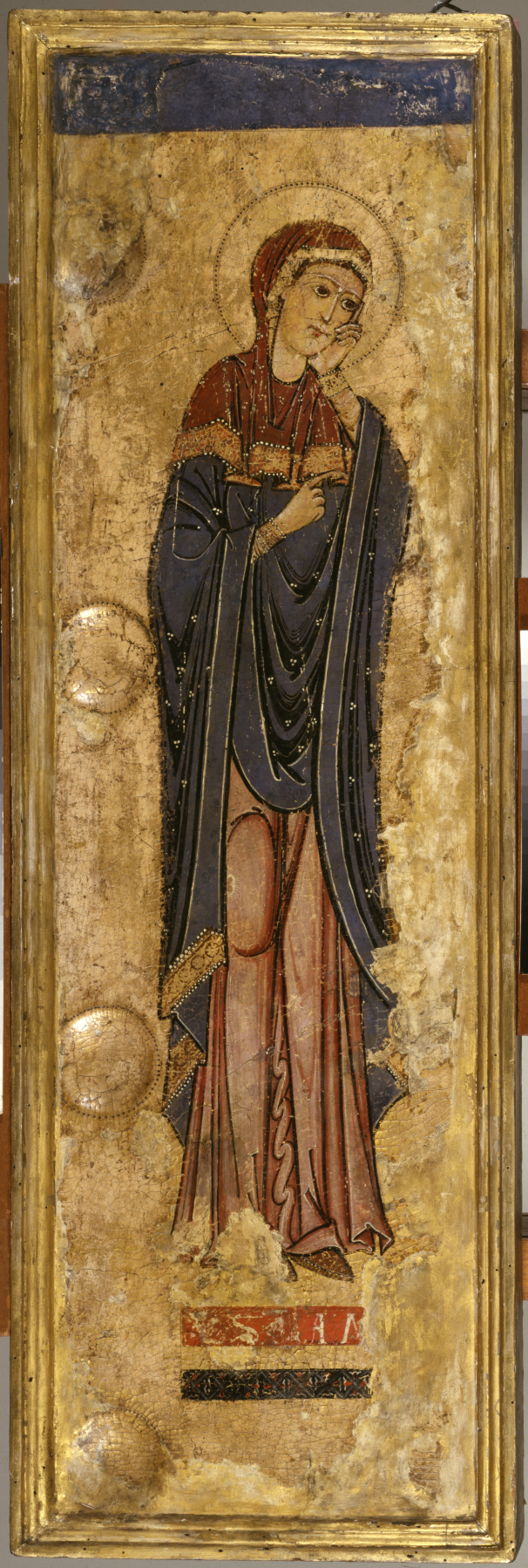
Le Deuil de la Vierge, fragment du côté gauche d'un grand crucifix peint, Walters Art Museum (entre 1180-1190).
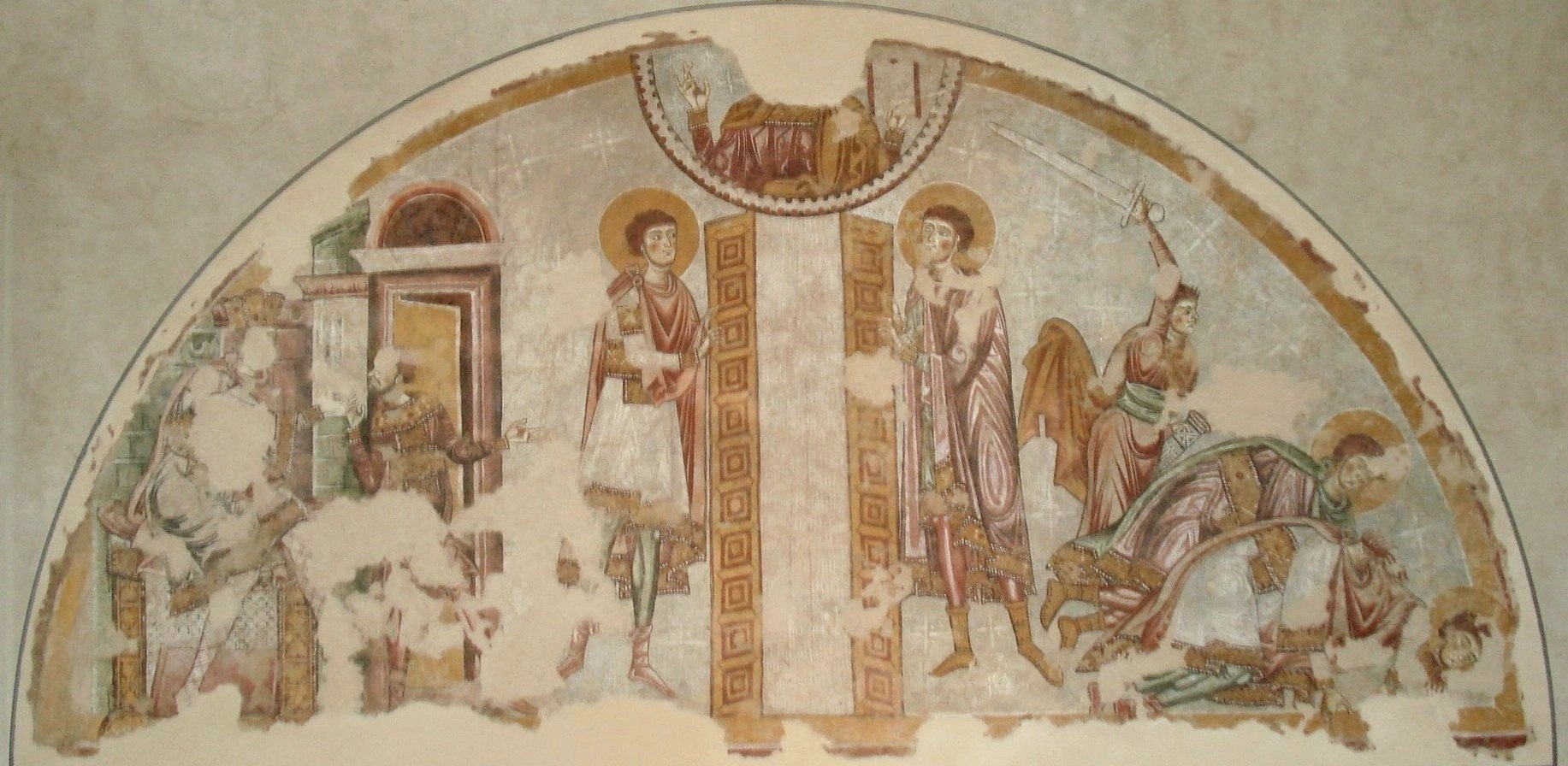
Martyre des saints Jean et Paul, musée de Spolète.
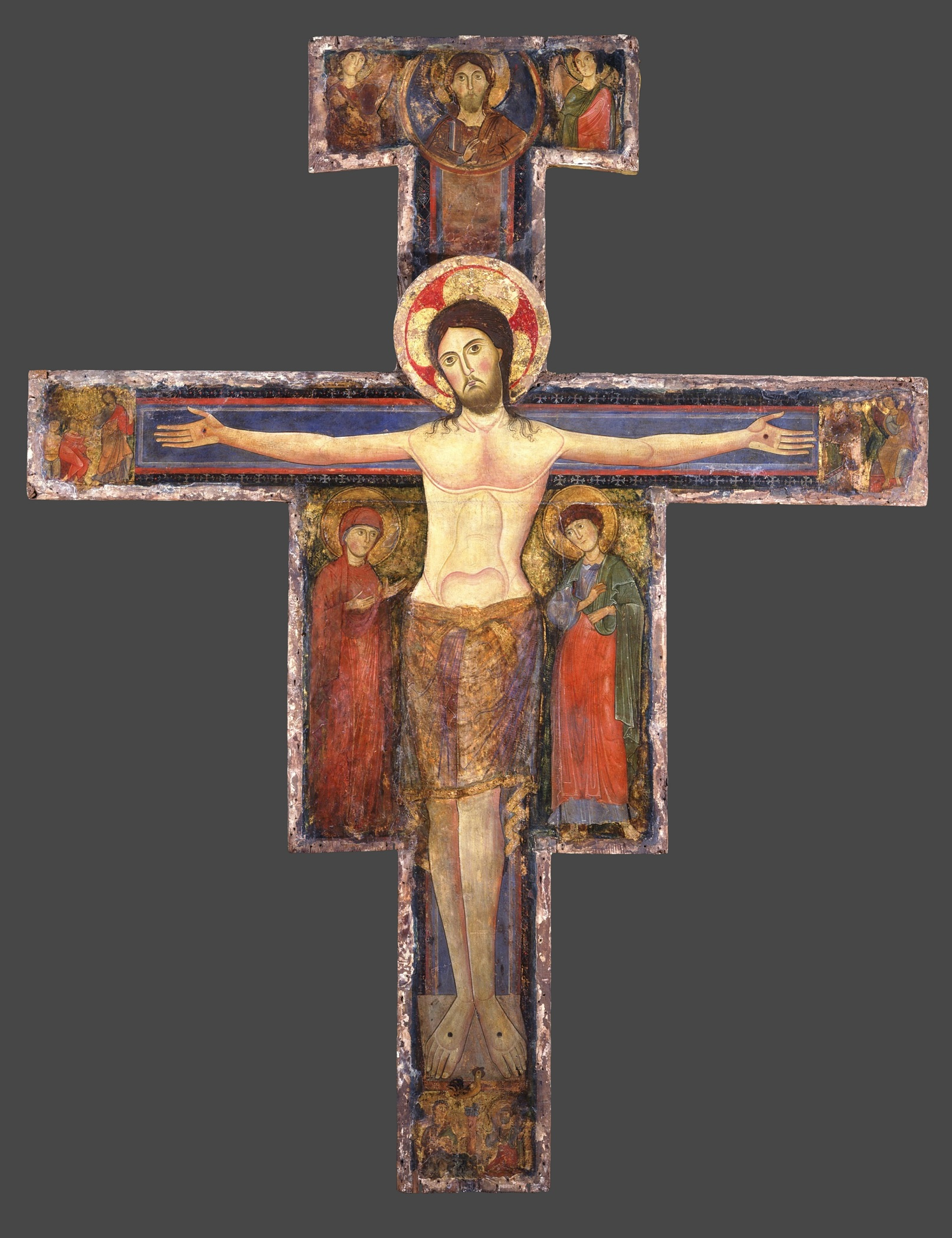
Crucifix peint, Victoria and Albert Museum.
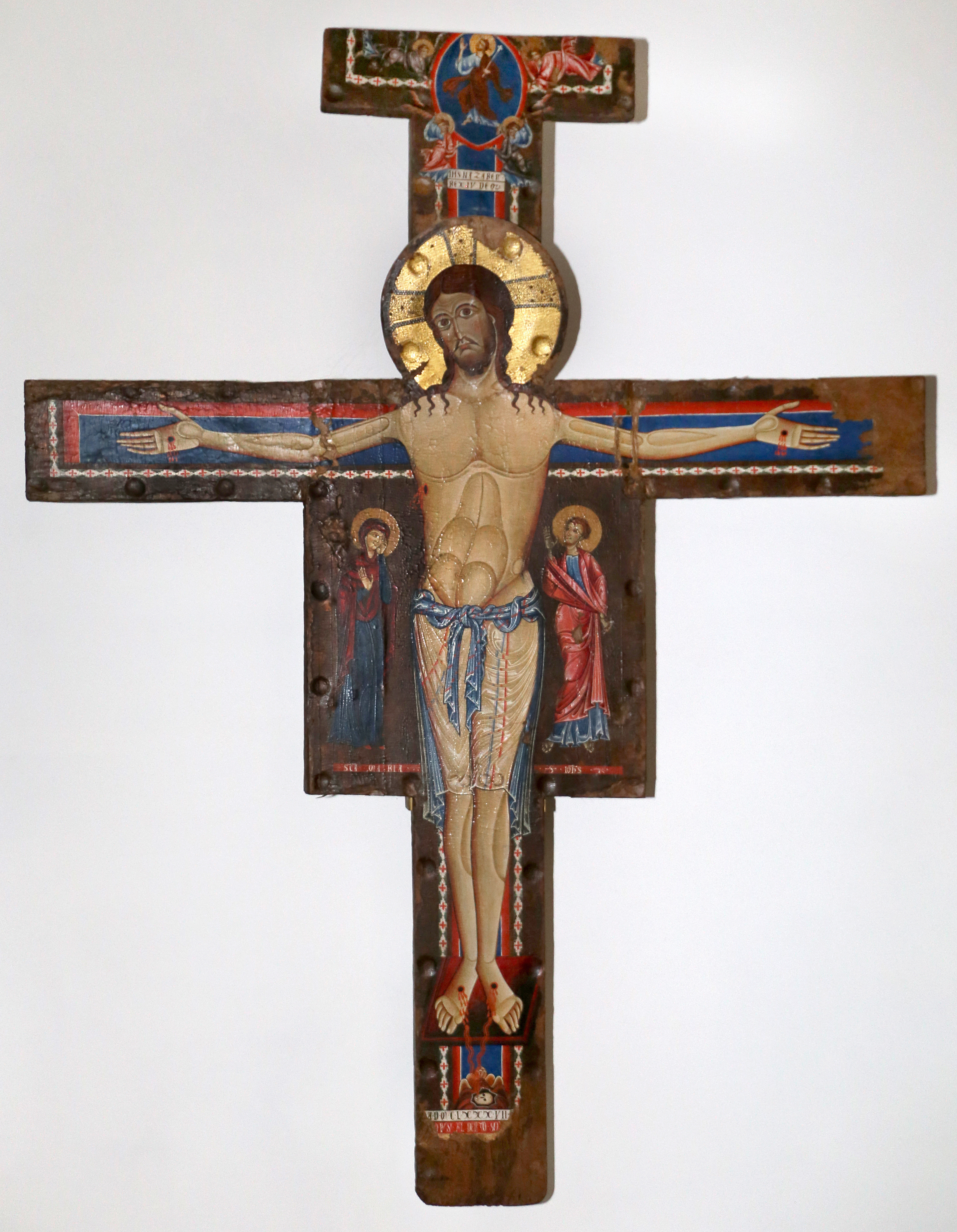
Crucifix peint de Spolète.